# Saintpaulia
Saintpaulia (Violete de Africa, Violete de Usambara) este un gen de plante care poartă numele baronului german Walter von Saint Paul-Illaire (1860-1910), guvernator al unei provincii din Africa la sfârșitul secolului al XIX-lea. Planta a fost remarcată de logodnica acestuia și trimisă în Germania de unde s-a răspândit în toată lumea.
Saintpaulia este gen de plante originar din estul Africii, care cuprinde circa 10 specii și circa 800 soiuri care se diferențiază prin forma frunzelor, a florilor și prin culoarea lor.

## Origine
Plantele din genul Saintpaulia sunt originare din Tanzania (munții Nguru) și Kenya (zona tropicală a Africii de Est).

## Caracteristici
Genul Saintpaulia cuprinde plante erbacee, aproape fără tulpini sau cu tulpini foarte scurte, cărnoase, pubescente, vivace.
- Frunzele sunt lung-pețiolate, des-cărnoase, deseori formând o rozetă[2].

- Florile sunt albastre-violete (pe tip 5 cu crestături, tub floral foarte scurt, margine  cu două buze întinse, două stamine fertile cu antere mari, galbene, rotunde și stamine sterile mici, disc inelat, ovat-pubescent)  dispuse în cime laxe, lung-pedunculate[2].

- Fructul este o capsulă, de obicei alungită, cu două loji slab conturate, semințe foarte mici[2].

## Specii
- Saintpaulia ionantha H. Wendl (violetă africană). Plantă de talie mică (8–20 cm înățime) cu frunzele lung pețiolate de culoare verde pe partea superioară și maronii pe partea inferioară, cordiforme , ondulate pe margini păroase, grupate strâns în rozete. Florile simple sau duble pot fi colorate în alb, roz, albastru, mov sau șprițate. Înfloresc începând din primăvară până toamna târziu. Este una din cele mai preferate plante de apartament. Soiuri: Vallin Pink cu flori de culoare roz, Saffiera cu flori de culoarea bleu, Desdemona cu flori albastre, Snow Bunny cu flori albe.

Alte specii:

## Cultura

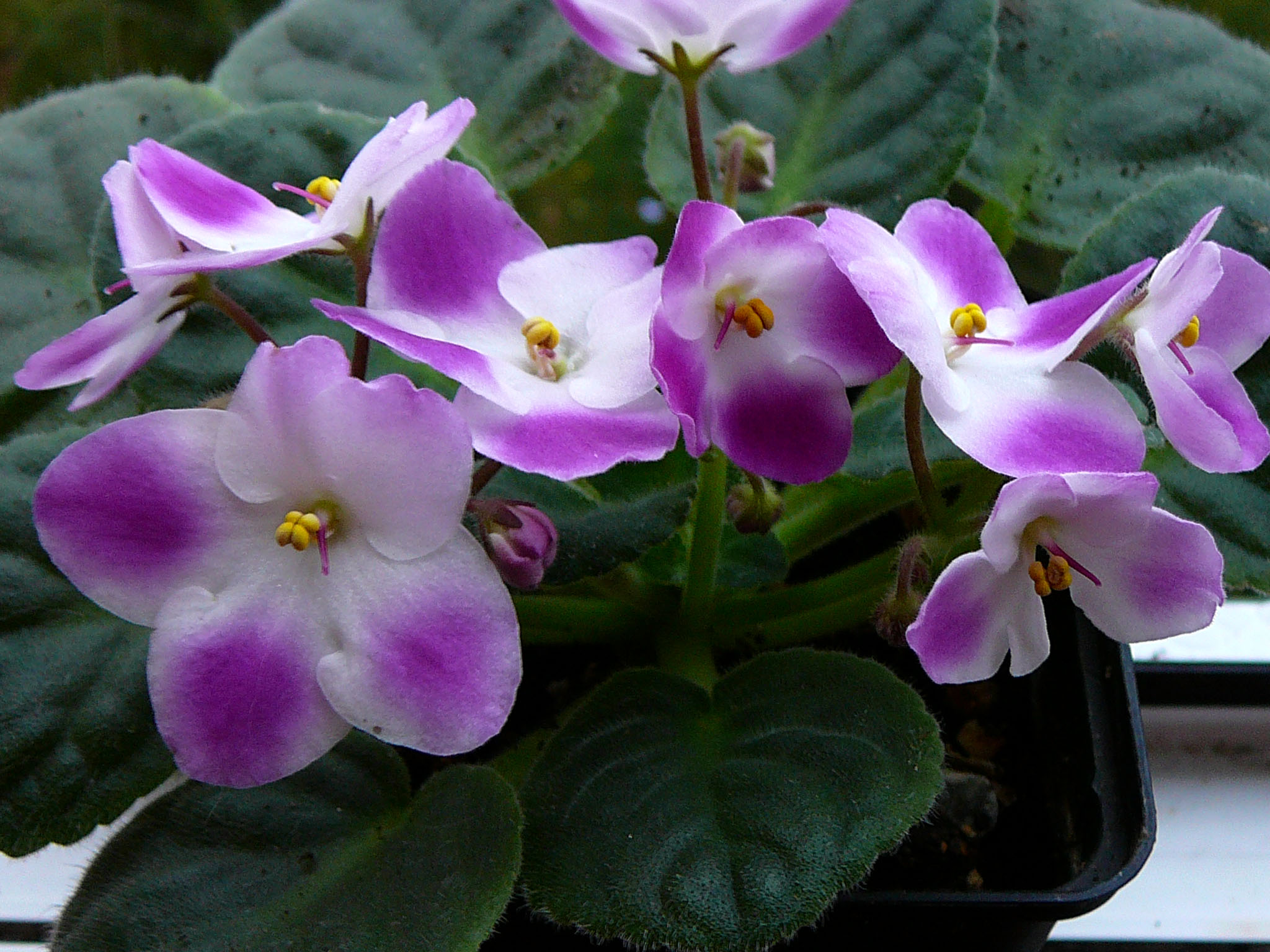

Saintpaulia se înmulțește atât pe cale vegetativă prin despărțirea tufelor și butași de frunze cât și prin semințe. 

Înmulțirea prin despărțire se face atunci când frunzele s-au îndesit foarte mult. Se scot plantele din ghivece și se despart de rozetele  de frunze, plantându-se fiecare rozetă în alt ghiveci cu mărimea de 5–7 cm în diametru. Are avantajul unei înfloriri mai rapide cu cca. două luni.

Înmulțirea prin butași de frunze se face tăind frunzele cu pețiol de 1–2 cm și se pun la înrădăcinat în substrat încălzit (21-22 °C) format din turbă ți perlit sau turbă și nisip în proporție de 1:1. Înrădăcinarea se produce în circa 21 zile.

Înmulțirea prin semințe se practică mai rar, semănând în lădițe în substrat format din pământ de frunze și nisip sau perlit în amestec de 1:1.Lădițele se acoperă cu sticlă sau folie subțire și se țin la 20-24.Germinația are loc în 18-21 zile. Când plantele sunt suficient dezvoltate se repică în ghivece mici cu diametrul de 4–5 cm sau în lădițe la 2x3 cm.

Butașii înrădăcinți, rozetele rezultate din despărțire și plantele obținute din semințe se plantează în ghivece cu diametrul de 5–7 cm în amestec format din: o parte turbă, o parte pământ de frunze, o parte mraniță și o parte perlit, vermiculit nisip, asigurându-se un pH de 5,8-6,5.

## Lucrări de întreținere
- Transvazarea - în măsura în care plantele cresc se schimbă ghiveciul, ultima dată la mărimea de 9–10 cm, nu mai mari deoarece astfel vom avea creșteri vegetative în detrimentul înfloririi, folosind același amestec ca la plantarea butașilor înrădăcinți în ghivecece.
- Fertilizarea - în perioada caldă a anului din zece în zece zile, iar în restul anului o dată la trei săptămâni, cu îngrășăminte complexe dizolvate în apa de udare, în concentrație de 0,1-0,3%.
- Îndepărtarea florilor trecute și a frunzelor pătate.
- Afânarea substratului în ghivece- cu un băț de grosimea unui creion, cât mai des pentru a favoriza schimbul de gaze între substrat ți atmosferă.
- Eliminarea prafului de pe frunze- cel puțin o dată pe lună cu o pensulă moale.
- După trecerea celei de a doua perioade de înflorire (prima în aprilie-iunie , iar a doua în septembrie-octombrie) se reduc udările, platele îtroducându-se într-un semi-repaus.

## Boli
- Făinarea (Oidium saintpauliae Gorlenko ex U. Braun [4])
- Putregaiul cenușiu (Botrytis cinerea Pers.[5])

## Dăunători
Paduchii de frunze (Myzus persicae)

## Pretenții fața de condițiile de mediu
Saintpaulia vegetează bine acolo unde lumina este redusă, prin acoperire cu plasă deasă , de culoare verde , prin cretizare sau cu perdele în apartamente. Suportă razele directe ale soarelui dar numai dimineața sau în amurg.

Saintpaulia vegetează bine la temperatura constantă de 20-24 °C. La temperaturi sub 12 °C moare. De asemenea nu suportă temperaturi peste 30 °C

Față de apă are pretenții ridicate. Nu se udă pe frunze. Apa se toarnă în ghiveci, sau se întroduce ghiveciul într-un vas cu apă. Se administrează cca. 0,15l apă la o udare la un ghiveci de 8–10 cm în diametru din 3 în 3 zile, eliminând dupa circa 30 minute apa scursă în farfuria de sub ghiveci.

## Utilizare
Fiind plante cu înflorire aproape continuă, vegetând și înflorind bogat și în încăperile cu ferestre pe expoziția nordică saintpauliile sunt plante îndrăgite și căutate pentru decorarea ferestrelor și a vitrinelor.